# ’68 Publishers

Logo exilového nakladatelství ‘68 Publishers

 '68 Publishers, často také nepřesně 68 Publishers, Sixty-Eight Publishers, Sixtyeight Publishers anebo také Nakladatelství 68, bylo české exilové nakladatelství založené Zdenou Salivarovou-Škvoreckou a jejím manželem Josefem Škvoreckým na podzim v roce 1971 v kanadském Torontu.
Začalo vydávat jak české originály, tak anglické překlady děl Škvoreckého (Prima sezóna, Zbabělci, Konec nylonového věku, Tankový prapor – první vydaná kniha tohoto nakladatelství v roce 1971). Poté i knihy českých a slovenských autorů, tehdy v Československu zakázaných. Díky tomu vznikla možnost, aby se knihy zde vydané dostaly do komunistické vlasti. V roce 1985 vyšla u '68 Publishers Kunderova Nesnesitelná lehkost bytí.
Do roku 1977 bylo nakladatelství majetkem obou manželů, poté bylo přeměněno na neziskovou organizaci pod veřejnou kontrolou, podporovanou i nově vzniklou firmou Škvoreckých Prague Typesetting, která se specializovala především na přípravu neanglických textů, později i tisk. Nevýdělečnou společnost řídila správní rada za předsednictví kanadského bohemisty Harolda Gordona Skillinga (1912–2001). Do května 1994, kdy nakladatelství ukončilo svou činnost, vydalo 227 knižních titulů převážně exilových a samizdatových autorů.
Provoz nakladatelství řídila a zajišťovala Zdena Salivarová, hlavním redaktorem byl Josef Škvorecký. S nakladatelstvím externě spolupracovali jako redaktoři např. slovenská prozaička Jaroslava Blažková a básník Antonín Brousek.
V tirážích byla však zejména v prvních letech činnosti nakladatelství uváděna fiktivní jména, obvykle postav z románů a povídek Josefa Škvoreckého i Zdeny Salivarové, anebo variace jmen osobností soudobých politických dějin (Vasila Bilaková, Josefa Urválková). Do několika publikací ilustracemi přispěli Jan Brychta, Jan Koblasa či Jan Kristofori. Od roku 1974 byla na obálkách reprodukována výtvarná díla zejména českých exilových výtvarníků.
Zásady vydávání knih:
1. vydávat zatím pouze nevydané knihy českých a slovenských autorů tvořících v samizdatu nebo exilu
2. reedice vydávat pouze tehdy, slibují-li zisk
3. překlady nečeskoslovenských autorů vydávat pouze tehdy, když pojednávají o Československu.

V  '68 Publishers bylo vydáno celkem 224 titulů, roční produkce se pohybovala nejprve okolo šesti titulů, později ročně vycházelo deset i více publikací. Poslední publikací nakladatelství byl sborník Zdeny Salivarové-Škvorecké Osočení. Dopisy lidí ze seznamu. vydaný v lednu 1993 (druhé vydání v roce 2000 v nakladatelství Host).